# Heimsbrunn
Heimsbrunn ist eine französische Gemeinde mit 1325 Einwohnern (Stand 1. Januar 2022) im Département Haut-Rhin in der Region Grand Est (bis 2015 Elsass). Sie gehört zum Arrondissement Mulhouse und zum Gemeindeverband Mulhouse Alsace Agglomération.

## Geografie
Die Gemeinde Heimsbrunn liegt im Sundgau, etwa zehn Kilometer südwestlich von Mülhausen. Die angrenzenden Gemeinden sind im Norden Reiningue, im Osten Morschwiller-le-Bas, im Südosten Hochstatt, im Süden Galfingue, im Südwesten Bernwiller, im Westen Burnhaupt-le-Bas und im Nordwesten Schweighouse-Thann. Durch den Nordwesten der Gemeinde Heimbbrunn führt die Autoroute A36.

## Geschichte
1148 wurde Heimsbrunn erstmals erwähnt. Vom 13. Jahrhundert bis zum Westfälischen Frieden 1648 war Heimsbrunn habsburgisch. Mit dem ganzen elsässischen Besitz der Habsburger ging es dann an die französische Krone. Eine Adelsfamilie von Heimsbrunn tauchte in den Urkunden im 14. und 15. Jahrhundert auf. Ihr Schloss wurde 1633 von den Schweden zerstört. Von 1871 bis 1918 gehörte die Gemeinde zum Reichland Elsass-Lothringen.

## Bevölkerungsentwicklung
| Jahr                       | 1962 | 1968 | 1975 | 1982 | 1990 | 1999 | 2006 | 2013 | 2021 |
| Einwohner                  | 765  | 766  | 830  | 983  | 1098 | 1218 | 1395 | 1352 | 1396 |
| Quellen: Cassini und INSEE |      |      |      |      |      |      |      |      |      |

## Sehenswürdigkeiten
- Pfarrkirche Saint-Project et Saint-Amarin: erbaut 1772, das Turmobergeschoss und der Turmhelm von 1862 nach Plänen von Jean-Baptiste Schacre; die Kanzel und die Altäre aus der Barockzeit stammen aus dem Kloster Oelenberg, der Hauptaltar mit einem Gemälde von H. Kayser. Fresken von Charles Joseph Limido; Callinet-Orgel
- Schulhaus an der Rue de Galfingue: schlichter spätbarocker Satteldachbau mit Krüppelwalmen an den Giebeln, Eckquadern, Stichbogenfenstern und einer stattlichen doppelläufigen Freitreppe
- Résidence Sainte-Anne, ursprünglich ein 1820 gegründetes Pensionat, 1863 zum Spital umgebaut, dann Altenheim, 1923 erweitert
- mehrere gut erhaltene Fachwerkhäuser: an der Rue de la Cure Nr. 11 ein Haus mit sehr altem, grobgezimmerten Fachwerk, vielleicht schon aus dem 16. Jahrhundert; in derselben Straße Nr. 21 ein Haus in der altertümlichen Ständerbauweise mit ebenfalls archaischem Fachwerk; in der Rue de Belfort Nr. 6 mit der Giebelseite (17. Jahrhundert?) noch in der altertümlichen Ständerbauweise, die Traufseite zum Hof in der neueren Stockwerkbauweise und dort die ganze Brüstungszone des Obergeschosses mit Andreaskreuzen geschmückt; das im westlichen Sundgau verbreitete Walmdach erst später aufgesetzt; die aus dem 19. oder späten 18. Jahrhundert stammenden Häuser an der Rue de Belfort, Nr. 8 und 10 in Stockwerkbauweise mit regelmäßigem, auf Symmetrie bedachtem Fachwerk
- Saint-Louis-Eiche in der Nähe der Ramahai-Kapelle, vermutlich um die 700 Jahre alt und damit noch ein Überbleibsel des ehemaligen Herrschaftswaldes
- Kapelle Notre-Dame du Chêne

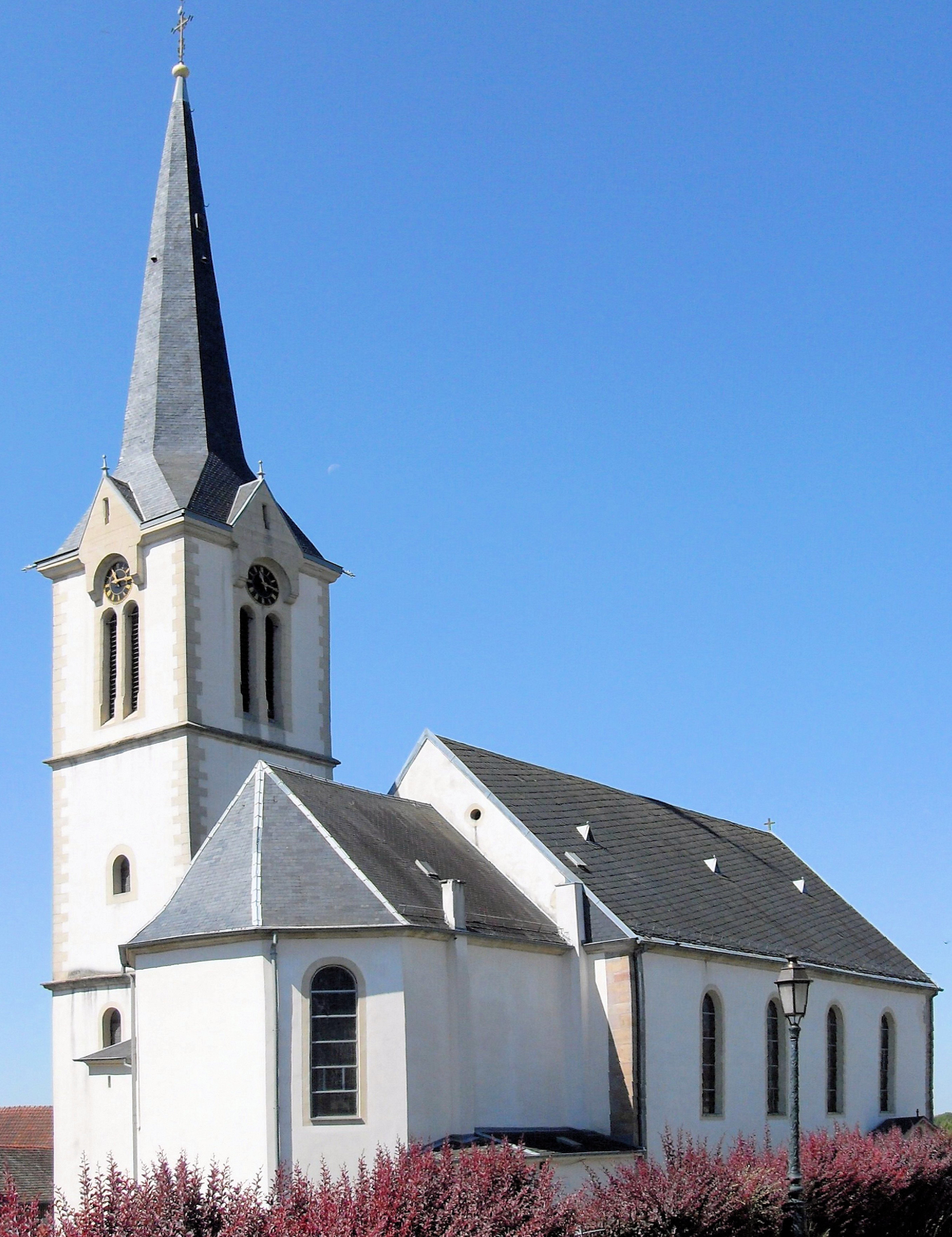
Kirche Saint-Projet et Saint-Amarin
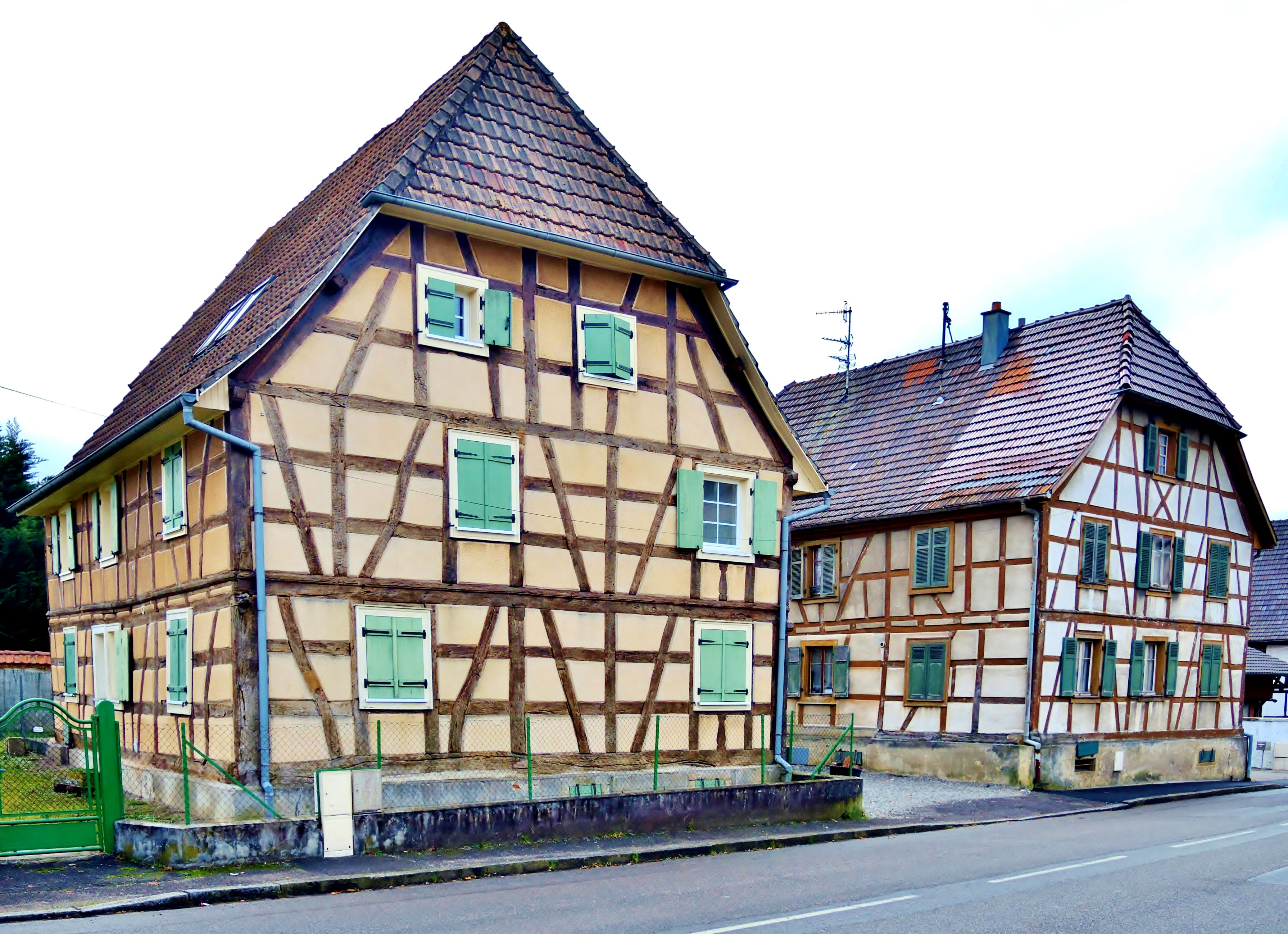
Typische Fachwerkhäuser in Heimsbrunn
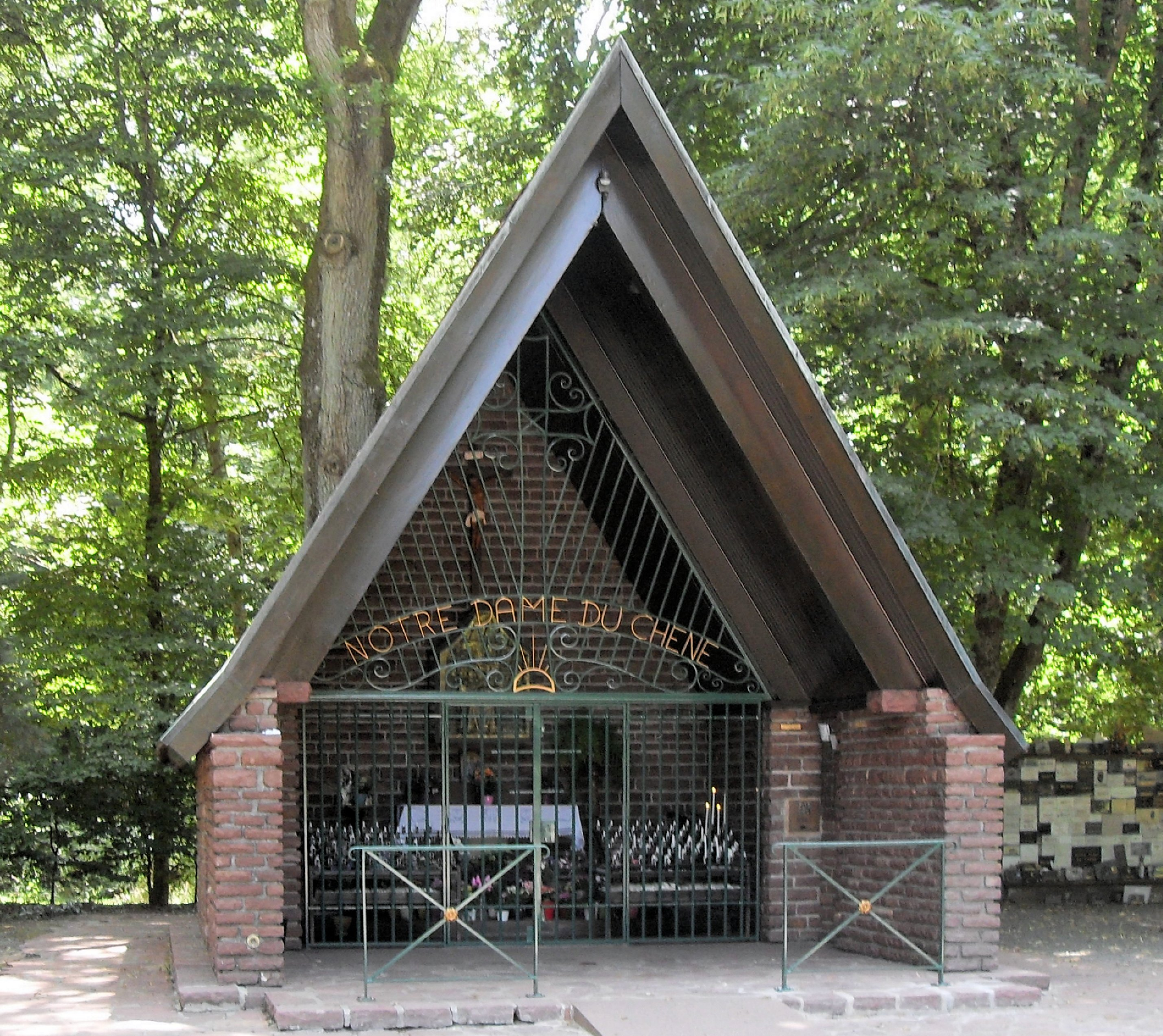
Kapelle Unserer Lieben Frau der Eiche
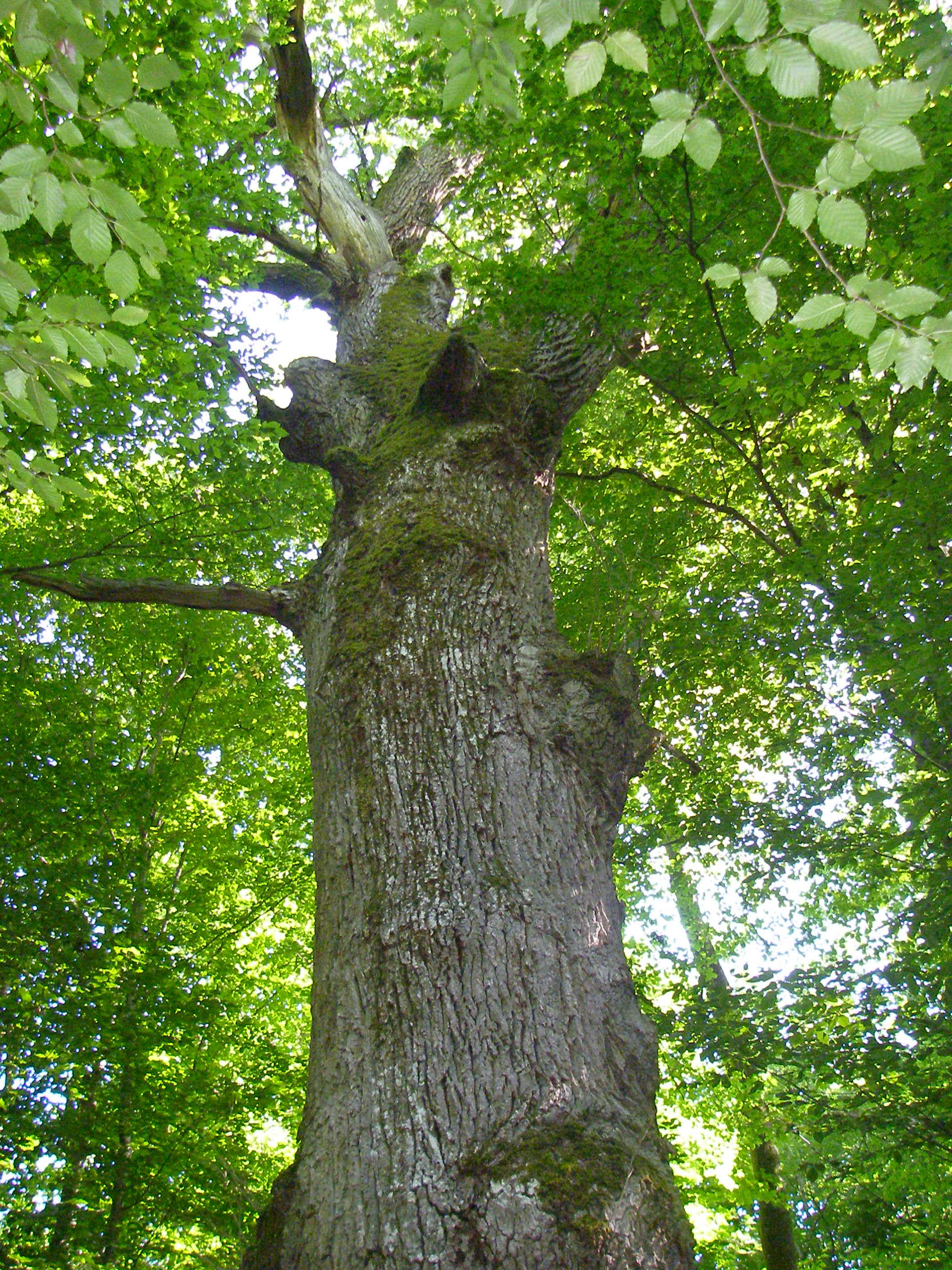
Saint-Louis-Eiche